# Tibiri
Tibiri est une ville du département de Guidan-Roumdji, dans la région de Maradi au sud du Niger.

## Géographie

### Administration
Tsibiri est une commune urbaine du département de Guidan-Roumdji, dans la région de Maradi au Niger.
C'est la seule commune urbaine qui ne soit pas chef-lieu de département ou de région.

### Situation
Tsibiri est située à environ 40 km à l'est-sud-est de Guidan-Roumdji, 10 km au nord-nord-ouest de Maradi et 530 km à l'est de Niamey, la capitale du pays.
| Guidan Sori | Chadakori | Saé Saboua           |
| Guidan Sori | Tibiri    | Djirataoua, Maradi I |
| Nigeria     | Safo      | Sarkin Yamma         |

## Population
La population de la commune urbaine était estimée à 114 424 habitants en 2011,.
Les habitants de cette commune urbaine pratiquent l'agriculture, comme celui du mil, sorgho, maïs, niébé, tomates, oignons, etc ensuite l'élevage, le commerce, l'artisanat.

## Histoire
Située en pleine vallée de Gulbin' Maradi, la ville de Tsibiri est fondée au cours de la première moitié du XIXe siècle, après le jihad d'Usman Dan Fodio. À la suite des inondations de 1947, la ville se déplaça pour son emplacement actuel. Ce dernier était une propriété des Mazumawa, Gumarawa et des Nayawa mais inclus dans le l’État du Gobir depuis le XVIIe siècle. De sa fondation à aujourd'hui, Tsibiri, la capitale du tout puissant État du Gobir, plus d'une dizaine de sultans y ont régné.